# 충북대학교 사범대학 부설중학교
충북대학교 사범대학 부설중학교(忠北大學校 師範大學 附設中學校)는 대한민국 충청북도 청주시 흥덕구 가경동에 있는 국립 중학교이다.

## 학교 연혁
- 1983년 4월 21일 : 충북대학교 사범대학 부속중학교 설립인가(24학급)
- 1984년 3월 1일 : 초대 임창순 교장 취임
- 1984년 3월 3일 : 부속중학교 개교 및 입학식
- 1990년 9월 30일 : 체육관 준공
- 1992년 6월 16일 : 학칙 변경 인가(18학급)
- 1993년 12월 23일 : 후관 12개 교실 증축
- 2001년 3월 1일 : 학칙변경 인가(부속중학교→부설중학교)
- 2001년 4월 2일 : 전교생 급식 시설
- 2024년 1월 5일 : 제40회 졸업식(160명 졸업, 졸업생 누계 10,255명)
- 2024년 3월 1일 : 제11대 김길영 교장 취임
- 2024년 3월 4일 : 2024학년도 입학(7학급 남 78명, 여 117명 총 195명)

## 참고 자료
- 충북대학교 사범대학 부설중학교 - 한국교육학술정보원 학교알리미